# Clederson Cesar
Clederson Cesar de Souza, nacido en Brasil, 14 de julio de 1979), futbolista brasileño. Juega de volante y su primer equipo fue Santos FC.
Formó parte del FC Zúrich , campeón del campeonato suizo en las temporadas 2005-06 y 2006-07 . El 31 de enero de 2010, el Al-Ahli Dubai fichó al centrocampista brasileño procedente del Hertha BSC hasta el final de la temporada.

## Clubes
| Club                | País              | Año       |
| ------------------- | ----------------- | --------- |
| Santos FC           | Bandera de Brasil | 1995-1999 |
| Inter de Limeira    | Bandera de Brasil | 1999-2002 |
| Portuguesa Santista | Bandera de Brasil | 2002-2003 |
| FC Zürich           | Bandera de Suiza  | 2003-     |

- Datos: Q327404
- Multimedia: Clederson César de Souza / Q327404